# Hemitrygon fluviorum
Hemitrygon fluviorum је врста раже из породице Dasyatidae. Ендемична је за воде источне Аустралије, а обично настањује плитке воде јужног Квинсленда и Новог Јужног Велса. Ова жуто-смеђа до маслинаста ража расте најмање до 93 цм. Њен диск је у облику дијаманта са прсним перајем и углавном глатким репом који има облик бича.
Ова врста има набор на леђном делу и вентрално пераје. Препознатиљиве су по дугим и уским носницама.  Углавном се храни раковима и, а по рођењу хистотрофом односно материчним млеком. Врста је угрожена због деградације станишта, смртности од комерцијалног и рекреативног риболова и прогона из воде где се узгајају шкољке. Као резултат тога, Међународна унија за заштиту природе категорисала је ову врсту као „рањиву”.

## Таксономија и опис
Прво помињање ове врсте било је у научној литератури енглеског природњака Вилијама Сејвила Кента у 19. веку, који се сусрео са овом врстом током скупљања шкољки у ушћу Квинсленда. Ову врсту је формално први описао ихтиолог Џејмс Даглас Оглиби у зборнику Proceedings of the Royal Society of Queensland на основу узорака прикупљених из реке Бризбејн. Реч  fluviorum на латинском значи „реку”.
Hemitrygon fluviorum има диск у облику дијаманта, прстенаста пераја са широком и троугластом њушком, која се на крају сужава и мале широко размакнуте очи. Мала уста у облику лука окружена су браздама, а зуби су мали. Испод диска налази се пет пари шркжних прореза. Карлична пераја су релативно велика у односу на тело.
Реп је двоструко дужи од диска, а у основи је широк и спљоштен. На горњиј површини налази се најмање једна, често две бодље. Hemitrygon fluviorum има широке мрље на телу, између очију и преко средине леђа. Поред бразда, реп ове врсте је у подножју гладак. Ова врста је од жуте до зелено-смеђе боје, док је доња страна тела бела. Расте до 93 цм и верује се да неки примерци достигну и дужину од 1,2 м. Максимална забележена тежина за ову врсту је 6,1 кг.

## Распрострањеност и биологија
Простор које настањује Hemitrygon fluviorum протеже се на 1700 км, дуж источне обале Аустралије од залива Репулс у Квинсленду до реке Хакинг у  Новом Јужном Велсу. Највише њих настањује воде Квинсленда укључујући заливе Хервеј и Моретон. За ову врсту се раније сумњало да је нестала из залива Ботани и Порт Џаксон, током осамдесетих година 19. века, али су током 21. века уочене у том подручју. Постоје записи да ова врста настањује воде Кеп Јорка, Северне територије, Нове Гвинеје и у Јужно кинеско море. Значајан број ове популације налази се на веома малим подручијима. Hemitrygon fluviorum преферира реке и међупросторне делове ушћа и увала, обложене песковитим и блатњавим дном.
Ова врста се ретко налази изван ових заштићених подручја, на дубинама до 28 м у приобалним водама. Може поднети слатку и слану воду, а познато је да плива узводно. Преферира воде температура од 24 до 29 °C на северу и од 17 до 23 °C на југу. Верује се да се Hemitrygon fluviorum раздаваја у групације по величини и полу.
Иако је често убијана у стаништима где се узгајају шкољке, ова врста се углавном храни раковима и остригама. Познати паразити ове врсте су Shirleyrhynchus aetobatidis, Echinocephalus overstreeti, Heterocotyle chin, Empruthotrema dasyatidis и Neoentobdella cribbi.
Као и остале раже, ова врста показује живахност, а њен ембрион храни се жуманцем, касније материчним млеком. Женке вероватно рађају сваке године, а непосредно пре парења мужјак угризе женку. Парење се углавном одвија од јула до октобра, а тек рођени примерци дужине су 11 цм.  Мужјаци сазревају када буду дужине око 41 цм и у доби од седам година, а женке са 63 цм и са 13 година. Процењује се да је животни век 16 година за мужјаке и 23 за жене.

## Контакт са људима
Историјски докази говоре у чињеници да се врста Hemitrygon fluviorum значајно смањила и да је некада била присутна у значајном броју широм свог опсега. Иако комерцијално није популарна у риболову, суочава се са низом других претњи. Често се Hemitrygon fluviorum улови случајно мрежама, а рекреативни риболовци је лако хватају и углавном повреде или убију. Истраживања у заливу Моретон открила су да ова врста углавном страда од удица и кука. Деградација станишта друга је претња овој врсти. Hemitrygon fluviorum настањивала је неке области Аустралије које су сада урбанизоване, такође убијана је и протеривана из вода где се узгајају шкољке.
Међународна унија за заштиту природе оценила је ову врсту као рањиву. Постоји неколико заштићених подручја које настањује ова врста, али им тренутно недостаје одговарајућа заштита од риболова. Hemitrygon fluviorum се у великом броју окупља у заливу Хервеј и деловима Моретонског залива који могу постати важне области за проучавање и очување ове врсте. Влада Квинсленда навела је ушће река у овој области као врло битне за развој и очување врсте Hemitrygon fluviorum.